# Pierre Nguyễn Văn Nhơn
Pierre Nguyễn Văn Nhơn (em vietnamita:  Phêrô Nguyễn Văn Nhơn, 1 de abril de 1938) é um cardeal vietnamita, Arcebispo emérito de Hanói.

## Biografia
Em 26 de outubro de 1949, ele entrou para o Seminário Menor de São José, Saigon. Entre 1958 e 1968, ele estudou no Seminário Maior de São Pio X, em Da Lat.
Foi ordenado padre em 21 de dezembro de 1967, para a diocese de Da Lat. Professor no Seminário Menor de Da Lat, de 1968 a 1972. Depois, de 1972 a 1975, atuou como diretor-geral do Seminário Minh Hòa de Ðà Lat. Em 1 de abril de 1975, ele se tornou o pastor da catedral de Da Lat. Em 10 de setembro de 1975, ele tornou-se o representante da diocese de Da Lat.
Eleito bispo-coadjutor de Da Lat em 11 de outubro de 1991, foi consagrado em 3 de dezembro de 1991, por Barthélémy Nguyễn Sơn Lam, PSS, bispo de Da Lat, assistido por Paul Nguyen Van Hoa, bispo de Nha Trang e por Nicolas Huỳnh Văn Nghi, bispo de Phan Thiet. Sucedeu na Sé de Da Lat em 23 de março de 1994.
Em 2007, ele foi eleito presidente da Conferência Episcopal do Vietnã. Foi promovido a arcebispo-coadjutor de Hanói em 22 de abril de 2010, devido à falta de saúde de Dom Joseph Ngô Quang Kiệt, que teve uma estadia prolongada em Roma para tratamento médico. Como ele havia enfrentado uma forte pressão do governo vietnamita, que pediu sua substituição em 2009, alegando que ele havia alimentado paixões anti-governamentais, a Santa Sé decidiu nomear um bispo mais conciliador para orientar a arquidiocese. Poucos dias depois, em 13 de maio de 2010, o papa aceitou a renúncia do arcebispo Ngô Quang Kiệt e o arcebispo coadjutor sucedeu-lhe automaticamente. Recebeu o pálio do Papa Bento XVI, em 29 de junho de 2010, na Basílica de São Pedro.
Em 4 de janeiro de 2015, o Papa Francisco anunciou a sua criação como cardeal, no Consistório Ordinário Público de 2015. Foi criado cardeal-presbítero de São Tomás Apóstolo, recebendo o barrete e o anel cardinalício em 14 de fevereiro.